# Wilfried Fölsch
Wilfried Fölsch, nemški general in vojaški zdravnik, * 24. december 1897, † 8. februar 1967.

## Življenjepis
Leta 1915 je vstopil v vojsko. 
26. avgusta 1939 je postal divizijski zdravnik 61. pehotne divizije. Naslednje leto je postal armadni zdravnik 17. armade. 
Med letoma 1941 in 1944 je bil načelnik personalnega oddelka Vojaško-medicinske inšpekcije. Do konca vojne je nato bil armadni zdravnik 4. armade. 